# Enkianthus cernuus
Enkianthus cernuus là một loài thực vật có hoa trong họ Thạch nam. Loài này được (Siebold & Zucc.) Benth. & Hook.f. ex Makino mô tả khoa học đầu tiên năm 1894.